# Casa Mariottide: la sit-com più triste del mondo
Casa Mariottide: la sit-com più triste del mondo (anche nota come Casa Mariottide) è una webserie del 2011, distribuita da FlopTv e dallo Zoo di 105, diretta, sceneggiata e interpretata da Maccio Capatonda.

## Trama
Mariottide è un cantante squattrinato che cerca in tutti modi di accontentare e rassicurare l'ingenuo figlio Fernandello.

## Altri media
La serie ha avuto un reboot per la televisione nel 2016.